# MONK
Monk（Monkxxxx）は、日本の男性音楽家。

## 概要
ダンサーとして活動の中、16歳で単身渡米。ロサンゼルス、ボストン、ニューヨークを拠点にダンスとDJに没頭する。その後、ジャネット・ジャクソンとの出会いを切っ掛けに音楽制作を本格的にはじめる。8年半の海外修行を終えて帰国後、エイベックスの専属作家（作曲家、編曲家、音楽プロデューサー）として様々なアーティストの楽曲を手掛ける。音楽活動の傍ら、UI/UXデザイナー、グラフィックデザイナー、写真家、起業家としても活動を開始し、現在に至る。

## 人物・略歴
- 1988年 映画「Breakin'」に衝撃を受けダンサー Kei 名義で活動開始。
- 1990年 世界的ダンサーの「Bruno "Pop N Taco" Falcon」の元でダンスを学ぶ。
- 1991年 ZOOのダンス番組に出演。
- 1992年 単身ロサンゼルスへ渡る。
- 1993年 ロサンゼルスでジャネット・ジャクソンと出会い、それを切っ掛けに音楽制作を本格的にはじめる。
- 1995年 ロサンゼルスを拠点に DJ Kei 名義で活動開始。
- 1999年 杏里の「EVER BLUE」で作曲家 DJ Kei 名義でデビュー。
- 2001年 SYN ProductionにてBMW、mod’s hair等のCM音楽制作に携わる。
- 2002年 杏里の音楽プロデュースを担当。ツアーにはDJとして参加。
- 2003年 EXILEシングル「Breezin' 〜Together〜」に収録された「砂時計」で作曲家・編曲家 MONK（モンク）名義でデビュー。安室奈美恵の6thアルバム『STYLE』に収録された「Four Seasons」で作曲/編曲を手がけ、映画『犬夜叉 天下覇道の剣』の主題歌に使用される。
- 2004年 安室奈美恵の26枚目シングル「ALARM」全収録曲の作曲/編曲を手がける。
- 2008年 SHIKATA、STEVEとプロデュース集団/音楽ユニット「MASTERTEMPO」を結成。AAAのシングル「CHOICE IS YOURS」で「Hasta la vista 〜アスタ・ラ・ビスタ」を作詞/作曲/編曲。
- 2009年 BIGBANGのシングル「声をきかせて」収録「声をきかせて -Acoustic Version- 」を編曲。
- 2014年 清木場俊介のベスト・アルバム『唄い屋・BEST Vol.1』で「今。」を作曲。EXILE ATSUSHIの2ndソロ・アルバム『Music』で「砂時計」を作曲。Kis-My-Ft2のシングル「光のシグナル」で「ずっと〜You are my Everything〜」をSHIKATAと共同作曲。安室奈美恵初のバラードベスト・アルバム『Ballada』で「Four Seasons」を作曲・編曲。
- 2017年 Monk名義のソロプロジェクトを始動してシングル「Wooyeah」をリリース。レスリー・キーによるVogue TaiwanのMVタイアップ曲に同曲が使われる。
- 2018年 YouTubeチャンネル「BBJAM」発足。Boombah合同会社第一弾アーティスト「Asir」の音楽/映像プロデュースを開始。7月24日に第一弾シングル「No Regret」リリース。 ミス・グランド・ジャパン大会オープニング映像のディレクション及び制作を手掛ける。SILVA、DOUBLE、SUGARSOULデビュー20周年企画楽曲「UPLOAD」のサウンドプロデュース及び編曲を担当。
- 2024年 音楽家、UI/UXデザイナー、グラフィックデザイナー、写真家、起業家として活動。

## 楽曲提供アーティスト
安室奈美恵、EXILE、EXILE ATSUSHI、BIGBANG、SILVA、DOUBLE、SUGARSOUL、Kis-My-Ft2 、清木場俊介、AAA、杏里、安良城紅、SweetS、若槻千夏、他